# Spectre (téléfilm, 2006)
Pour l’article homonyme, voir Spectre (téléfilm, 1977).
Pour les articles homonymes, voir Spectre.
Pour plus de détails, voir Fiche technique et Distribution.
Spectre (Regreso A Moira en version originale) est un téléfilm thriller-horreur espagnol réalisé par Mateo Gil, diffusé en 2006.

## Synopsis
Tomás (Jordi Dauder) un homme en deuil après que sa femme s'est suicidée, retourne dans son village natal en Espagne. À peine arrivé, les souvenirs de sa jeunesse affluent, où il se rappelle ses amis, Carlos (David Arnaiz) et Vincent (Adrián Marín), et sa mère fanatique religieuse. Il se souvient notamment du jours où un de ses amis commence à décrire la femme qui vient d'emménager en ville, Moira (Natalia Millán).
Moira est une femme de sa génération. Libérée et célibataire, elle a emménagé dans une maison à la périphérie de la ville. À cause de sa solitude et de son célibat, les fanatiques religieux de la ville, la mère de Tomás notamment, commencent à lancer des rumeurs selon lesquelles Moira est une sorcière et une putain. 
Un des amis de Tomás décide que ce serait une bonne idée de se glisser près de la maison et d'essayer de voir la jeune femme. Ils vont jusqu'à la maison et essayent de jeter un coup d'œil par les fenêtres. Lorsque Tomás trébuche et se cogne la tête, ses amis, apeurés, le laissent là. Moira sort de la maison et le ramène à l'intérieur pour le soigner.
Après avoir fait la connaissance de la jeune femme, Tomás tombe amoureux d'elle et n'hésite pas à utiliser ses poings pour défendre l'honneur de sa belle. Son obsession commence à menacer ses relations avec ses amis et sa famille, qui se mettent à croire que Moira l'a ensorcelé... 

## Fiche technique
- Titre français : Spectre
- Titre original : Regreso A Moira
- Réalisation : Mateo Gil
- Production : Álvaro Augustín
- Musique : Zacarías M. de la Riva
- Photographie : Josu Inchaustegui
- Effets spéciaux : Tomás Gómez
- Monteur : Carlos Agulló
- Pays d'origine :  Espagne
- Tournage :
  - Langues : anglais, français, espagnol
- Société de production et de distribution : Filmax
- Genre : thriller-horreur
- Durée : 71 min
- Dates de sortie : 
  -  Espagne : mars 2006 (sorti au cinéma et en DVD)
  -  France : 2007 (uniquement sorti en DVD)
  -  Royaume-Uni : 2007 (uniquement sorti en DVD)
- Film interdit aux moins de 12 ans.

## Distribution
- Jordi Dauder : Tomás
- Juan José Ballesta : Tomás jeune
- Natalia Millán : Moira
- Victoria Mora : Carmen
- José Ángel Egido : Carlos
- David Arnaiz : Carlos jeune
- Miguel Rellán : Vincente
- Adrián Marín : Vincente jeune

## Tournage
- Ce téléfilm fait partie de la gamme de films d'horreur en Espagne, Scary Stories « Películas para no dormir » (Films qui vous tiennent éveillés).